# Chrysopa zhangi
Chrysopa zhangi är en insektsart som beskrevs av X.-k. Yang 1991. Chrysopa zhangi ingår i släktet Chrysopa och familjen guldögonsländor. Inga underarter finns listade i Catalogue of Life.